# Шаш (језеро)
Шаш (мађ. Sás-tó) је језеро у Мађарској и налази се у жупанији Хевеш, поред града Матрафиред.
Шаш је језеро са највећом надморском висином у Мађарској, налази се на планини Матра и веома је погодан за вожње чамцима а и за пецање.

## Положај
Језеро лежи северно од града Матрафиред (Mátrafüred), на надморској висини од 507 m, што га чини језером са највећом надморском висином у Мађарској.

## Историја
Током година, извори и кише, су у мочварној подлози направили идеално језерско дно а шездесетих година прошлог века су очишћени прилази језеру. Затим се приступило сређивању обала да би се направило језеро које би се могло користити у сврехе излета и туризма. 
Биљни и животињски свет је овим радовима проређан, мада не и уништен.
У околним местима живе Палоци, једна од Мађарских етничких група, а недалеко је и Кекештето или Кекеш, највиши планински врх у Мађарској са висином од 1014 m.